# Jelezari, Haskovo
Jelezari (în bulgară Железари) este un sat în comuna Ivailovgrad, regiunea Haskovo,  Bulgaria. 

## Demografie
Componența etnică a satului Jelezari
     Bulgari (61,53%)
     Nicio identificare (38,46%)
     Altele (0%)
La recensământul din 2011, populația satului Jelezari era de 39 locuitori. Din punct de vedere etnic, majoritatea locuitorilor (61,53%) erau bulgari. Pentru 38,46% din locuitori nu este cunoscută apartenența etnică.